# Erzbistum San Pedro Sula
Das Erzbistum San Pedro Sula (lat.: Archidioecesis de Sancto Petro Sula) ist eine in Honduras gelegene römisch-katholische Erzdiözese mit Sitz in San Pedro Sula.

## Geschichte
Das Apostolische Vikariat San Pedro Sula wurde am 2. Februar 1916 durch Papst Benedikt XV. aus Gebietsabtretungen des Bistums Comayagua errichtet. Das Apostolische Vikariat San Pedro Sula wurde am 6. Juli 1963 durch Papst Paul VI. zum Bistum San Pedro Sula erhoben. Teile seines Territoriums gab das Bistum San Pedro Sula am 3. Juli 1987 zur Gründung des Bistums Trujillo und am 30. Dezember 2011 zur Gründung des Bistums La Ceiba ab.
Das Bistum San Pedro Sula war bis zum Januar 2023 dem Erzbistum Tegucigalpa als Suffraganbistum unterstellt.
Am 26. Januar 2023 erhob Papst Franziskus das Bistum zum Erzbistum und zum Metropolitansitz der gleichzeitig neu errichteten Kirchenprovinz. Die Bistümer Gracias, La Ceiba, Santa Rosa de Copán, Trujillo und Yoro wurden dem neuen Erzbistum als Suffragandiözesen unterstellt. Gleichzeitig ernannte der Papst den Bischof von La Ceiba, Michael Lenihan OFM, mit gleichem Datum zum Erzbischof von San Pedro Sula.

## Ordinarien

### Apostolische Vikare von San Pedro Sula
- Juan Sastre y Riutort CM, 1924–1949
- Antonio Capdevilla Ferrando CM, 1953–1962

### Bischöfe von San Pedro Sula
- José García Villas CM, 1963–1965
- Jaime Brufau Maciá CM, 1966–1993
- Angel Garachana Pérez CMF, 1994–2023

### Erzbischöfe von San Pedro Sula
- Michael Lenihan OFM, seit 2023